# بوگنهاگن
بوگنهاگن (به آلمانی: Buggenhagen) یک شهر در آلمان است که در فرپومرن-گرایفسوالد واقع شده‌است. بوگنهاگن ۲۱۱ نفر جمعیت دارد.